# 623

## Esdeveniments
- Austràsia: El rei merovingi Clotari II decideix retornar la independència al territori i nomena el seu fill Dagobert I com a nou rei. Pipí de Landen serà el seu Majordom de palau.
- Trebisonda (Pont): L'emperador Heracli reprèn la campanya contra els perses, desembarca les seves tropes a la ciutat i, des d'aquí recupera la Capadòcia i bona part de la Transcaucàsia.
- Tiflis (Geòrgia): Els romans d'Orient de l'emperador Heracli i els khàzars assetgen la ciutat sense èxit.
- Creta (Grècia): Els eslaus desembarquen a l'illa.

## Naixements
- Aràbia: Marwan I, califa omeia de Damasc. (m. 685)